# Galeria Fotografii Miasta Rzeszowa

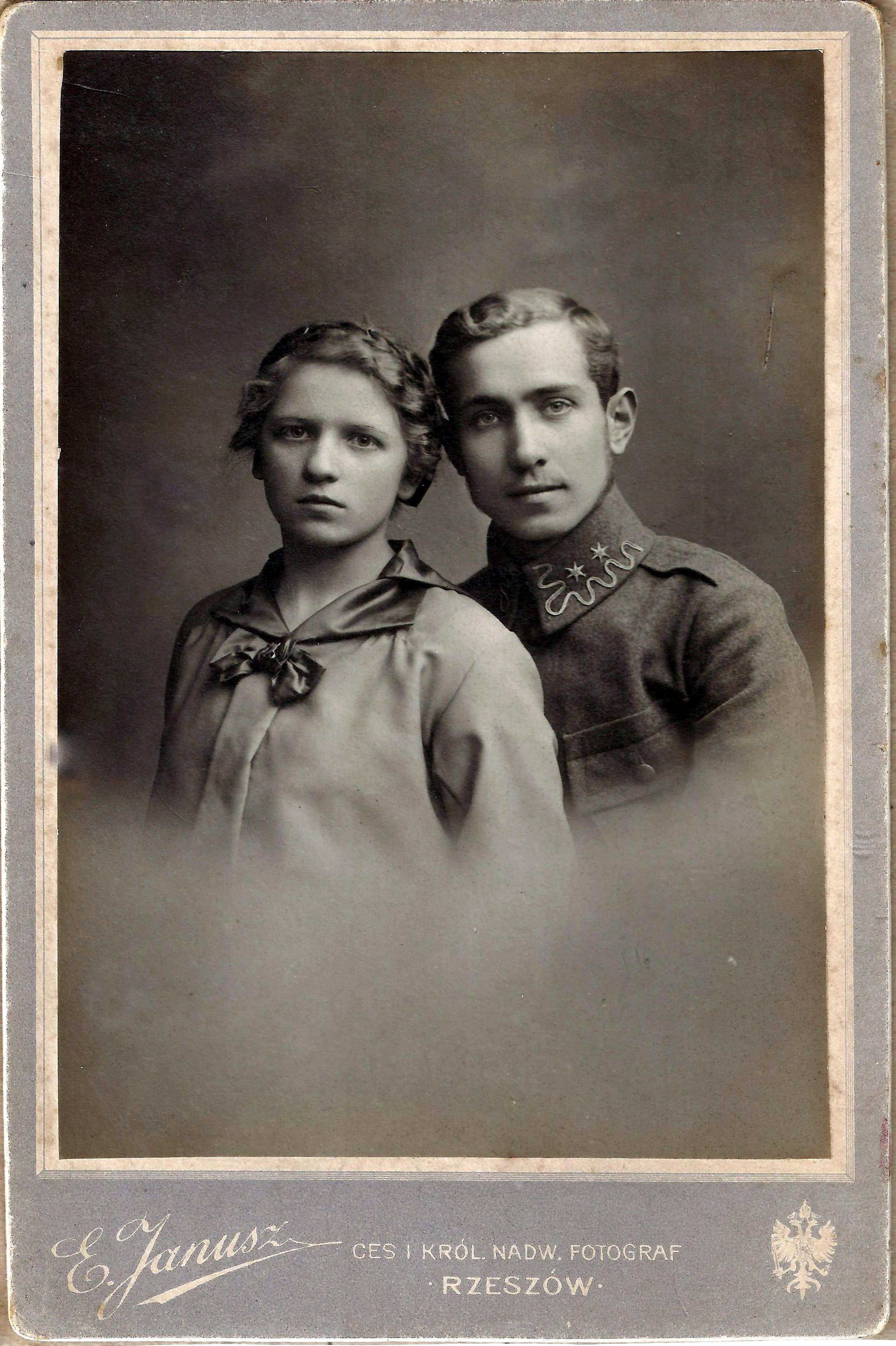
Foto: Edward Janusz

Galeria Fotografii Miasta Rzeszowa – samorządowa jednostka organizacyjna, zajmująca się działalnością wystawienniczą w dziedzinie fotografii artystycznej, utworzona w 1992 roku w Rzeszowie.

## Działalność
Celem statutowym Galerii Fotografii Miasta Rzeszowa jest szeroko zakrojona działalność kulturalna, ściśle powiązana z rozwojem twórczości fotograficznej oraz upowszechnianiem, propagowaniem fotografii i sztuki fotograficznej. Podstawową intencją działalności placówki jest prowadzenie działalności wystawienniczej – m.in. w dziedzinie fotografii artystycznej, upowszechnianie fotografii poprzez organizowanie konkursów fotograficznych, promowanie działalności i twórczości fotograficznej, współpraca z amatorskim ruchem fotograficznym, promowanie młodych twórców sztuki fotograficznej, sporządzanie dokumentacji (m.in. fotograficznej) miasta Rzeszowa, gromadzenie (katalogowanie) materiałów i dokumentacji fotograficznej, prowadzenie działalności informacyjnej i wydawniczej na niwie fotografii. Miejsce szczególne w zbiorach Galerii zajmuje kolekcja negatywów szklanych Edwarda Janusza – m.in. Rzeszowa z przełomu XIX i XX wieku oraz obszerna kolekcja fotografii miasta  z wieku XX i XXI. 
Galeria Fotografii Miasta Rzeszowa współpracuje z organami administracji rządowej i samorządowej, z instytucjami, placówkami upowszechniania kultury oraz ze związkami twórczymi. Ponadto współpracuje na niwie fotografii z zagranicznymi instytucjami i organizacjami oraz reprezentuje ruch fotograficzny w Polsce i za granicą. Od 2008 roku Galeria Fotografii Miasta Rzeszowa jest również organizatorem plenerowych wystaw fotograficznych, na ulicach miasta Rzeszowa. Obecnie dyrektorem Galerii Fotografii Miasta Rzeszowa jest Ryszard Winiarski.

## Historia
Galeria Fotografii Miasta Rzeszowa powstała w 1992 roku, z inicjatywy Ireny Gałuszki (późniejszej członkini Okręgu Świętokrzyskiego Związku Polskich Artystów Fotografików), która od początku istnienia – przez wiele lat, do emerytury w 2017 roku – była dyrektorem placówki. Pierwszą w historii ekspozycją, zaprezentowaną w Galerii była wystawa fotografii Edwarda Hartwiga – Najnowsze. W 2017 roku Galeria Fotografii Miasta Rzeszowa obchodziła jubileusz 25-lecia działalności, którego podsumowaniem był wernisaż wystawy fotograficznej Rzeszów w roli głównej. W ciągu 25 lat istnienia placówki Galerię odwiedziło 78 tysięcy osób, zorganizowano 361 wystaw fotograficznych, zaprezentowano 58 wystaw fotograficznych poza placówką, z czego 8 wystaw za granicą – m.in. w Austrii, Bułgarii, Słowacji, Niemczech, Rumunii i na Węgrzech.  
W 1993 roku z inicjatywy Ireny Gałuszki – w ramach działalności Galerii Fotografii Miasta Rzeszowa, powstała Galeria Debiuty mająca na celu promowanie i propagowanie twórczości młodych pasjonatów fotografii. Do 2017 roku w Galerii Debiuty zaprezentowano 3 tysiące fotografii 657 autorów – w 90 wystawach fotograficznych. 